# Stade Lahoua Smaïl
Stade Lahoua Smaïl – stadion piłkarski w Tadżananecie, w Algierii. Obiekt może pomieścić 5000 widzów. Swoje spotkania rozgrywają na nim piłkarze klubu DRB Tadjenanet.